# Trichomalopsis terginae
Trichomalopsis terginae is een vliesvleugelig insect uit de familie Pteromalidae. De wetenschappelijke naam is voor het eerst geldig gepubliceerd in 1981 door Andriescu & Fabritius.